# Mummeite
La mummeite è un minerale appartenente al gruppo della benjaminite.